# Labastide-Clermont
Pour les articles homonymes, voir Labastide.
Labastide-Clermont est une commune française située dans le centre du département de la Haute-Garonne, en région Occitanie.
Sur le plan historique et culturel, la commune est dans le pays de Comminges, correspondant à l’ancien comté de Comminges, circonscription de la province de Gascogne située sur les départements actuels du Gers, de la Haute-Garonne, des Hautes-Pyrénées et de l'Ariège. Exposée à un climat océanique altéré, elle est drainée par le Touch, le ruisseau de billère, le ruisseau de la Saverette, le ruisseau des Feuillants et par divers autres petits cours d'eau.
Labastide-Clermont est une commune rurale qui compte 682 habitants en 2022, après avoir connu une forte hausse de la population depuis 1975. Elle fait partie de l'aire d'attraction de Toulouse. Ses habitants sont appelés les Clermontais ou  Clermontaises.

## Géographie

### Localisation
1. Carte dynamique
2. Carte Openstreetmap
3. Carte topographique
4. Carte avec les communes environnantes

La commune de Labastide-Clermont se trouve dans le département de la Haute-Garonne, en région Occitanie.
Elle se situe à 38 km à vol d'oiseau de Toulouse, préfecture du département, à 21 km de Muret, sous-préfecture, et à 16 km de Cazères, bureau centralisateur du canton de Cazères dont dépend la commune depuis 2015 pour les élections départementales.
La commune fait en outre partie du bassin de vie de Rieumes.
Les communes les plus proches sont : 
Bois-de-la-Pierre (2,5 km), Savères (2,8 km), Gratens (3,0 km), Marignac-Lasclares (5,1 km), Peyssies (5,5 km), Bérat (5,5 km), Lautignac (6,3 km), Lafitte-Vigordane (6,4 km).
Sur le plan historique et culturel, Labastide-Clermont fait partie du pays de Comminges, correspondant à l’ancien comté de Comminges, circonscription de la province de Gascogne située sur les départements actuels du Gers, de la Haute-Garonne, des Hautes-Pyrénées et de l'Ariège.
Labastide-Clermont est limitrophe de six autres communes.
Les communes limitrophes sont  Bois-de-la-Pierre, Bérat, Gratens, Lautignac, Pouy-de-Touges et Savères.
| Lautignac      | Savères            |                   |
| Pouy-de-Touges | Labastide-Clermont | Bérat             |
|                | Gratens            | Bois-de-la-Pierre |

### Géologie et relief
La superficie de la commune est de 14,58 hectares ; son altitude varie de 222  à   349 mètres.
La commune de Labastide-Clermont est établie à cheval sur la troisième terrasse de la Garonne, dans la plaine toulousaine de la Garonne.

### Hydrographie

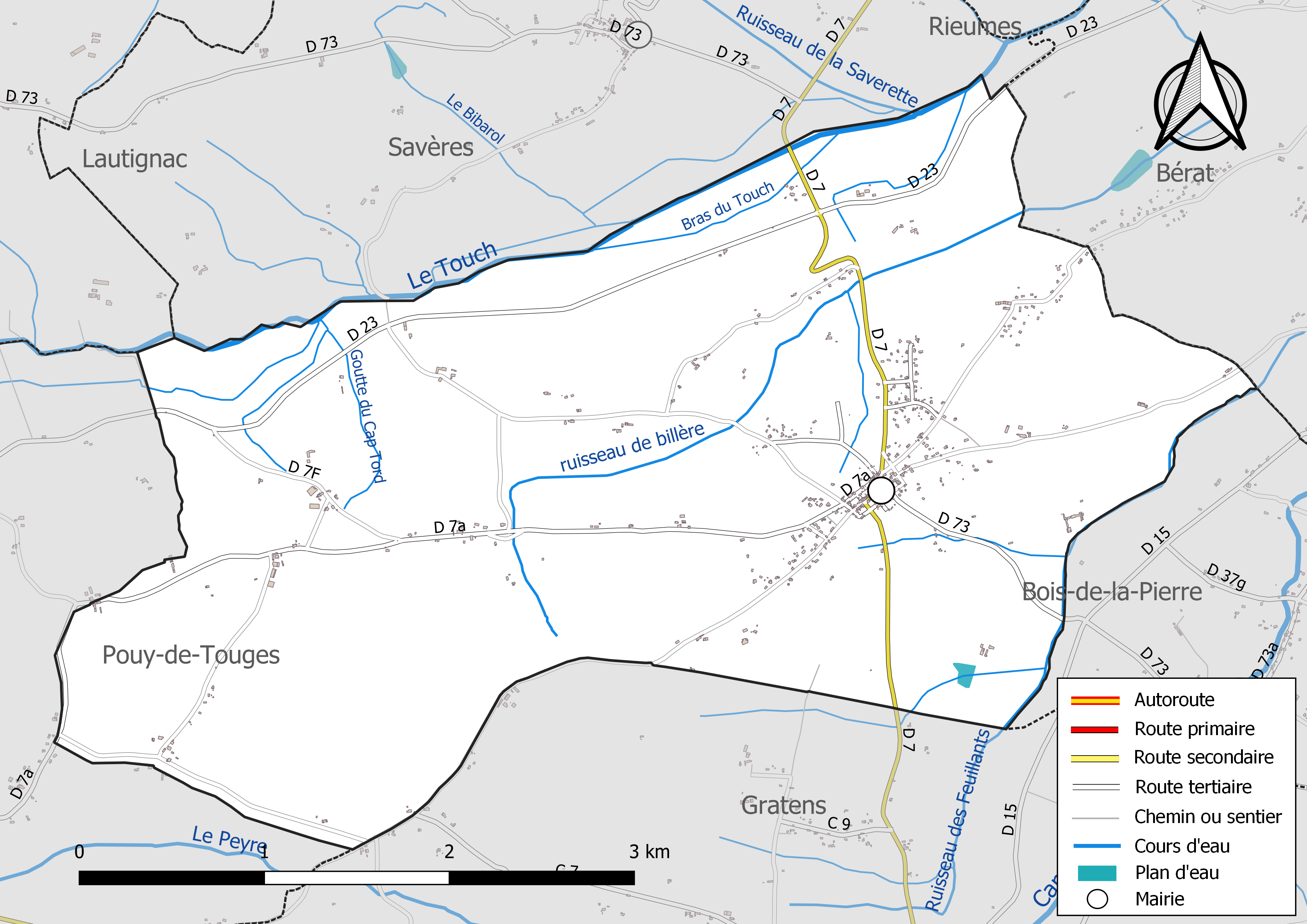
Réseaux hydrographique et routier de Labastide-Clermont.

La commune est dans le bassin de la Garonne, au sein du bassin hydrographique Adour-Garonne. Elle est drainée par le Touch, le ruisseau de billère, le ruisseau de la Saverette, le ruisseau des Feuillants, un bras du Touch, Goutte du Cap Tord et par divers petits cours d'eau, constituant un réseau hydrographique de 17 km de longueur totale,.
Le Touch, d'une longueur totale de 74,5 km, prend sa source dans la commune de Lilhac et s'écoule du sud-ouest vers le nord-est. Il traverse la commune et se jette dans la Garonne à Blagnac, après avoir traversé 29 communes.

### Climat
Pour des articles plus généraux, voir Climat de l'Occitanie et Climat de la Haute-Garonne.
En 2010, le climat de la commune est de type climat du Bassin du Sud-Ouest, selon une étude s'appuyant sur une série de données couvrant la période 1971-2000. En 2020, Météo-France publie une typologie des climats de la France métropolitaine dans laquelle la commune est exposée à un climat océanique altéré et est dans la région climatique Aquitaine, Gascogne, caractérisée par une pluviométrie abondante au printemps, modérée en automne, un faible ensoleillement au printemps, un été chaud (19,5 °C), des vents faibles, des brouillards fréquents en automne et en hiver et des orages fréquents en été (15 à 20 jours).
Pour la période 1971-2000, la température annuelle moyenne est de 12,6 °C, avec une amplitude thermique annuelle de 15,3 °C. Le cumul annuel moyen de précipitations est de 768 mm, avec 9,6 jours de précipitations en janvier et 5,6 jours en juillet. Pour la période 1991-2020, la température moyenne annuelle observée sur la station météorologique la plus proche, située sur la commune de Lherm à 12 km à vol d'oiseau, est de 13,6 °C et le cumul annuel moyen de précipitations est de 620,4 mm,. Pour l'avenir, les paramètres climatiques de la commune estimés pour 2050 selon différents scénarios d'émission de gaz à effet de serre sont consultables sur un site dédié publié par Météo-France en novembre 2022.

### Milieux naturels et biodiversité
Aucun espace naturel présentant un intérêt patrimonial n'est recensé sur la commune dans l'inventaire national du patrimoine naturel,,.

## Urbanisme

### Typologie
Au 1er janvier 2024, Labastide-Clermont est catégorisée commune rurale à habitat dispersé, selon la nouvelle grille communale de densité à sept niveaux définie par l'Insee en 2022.
Elle est située hors unité urbaine. Par ailleurs la commune fait partie de l'aire d'attraction de Toulouse, dont elle est une commune de la couronne,. Cette aire, qui regroupe 527 communes, est catégorisée dans les aires de 700 000 habitants ou plus (hors Paris),.

### Occupation des sols
L'occupation des sols de la commune, telle qu'elle ressort de la base de données européenne d’occupation biophysique des sols Corine Land Cover (CLC), est marquée par l'importance des territoires agricoles (87,1 % en 2018), une proportion sensiblement équivalente à celle de 1990 (87,8 %). La répartition détaillée en 2018 est la suivante : 
terres arables (43,5 %), zones agricoles hétérogènes (38,6 %), forêts (10 %), prairies (4,9 %), zones urbanisées (2,9 %). L'évolution de l’occupation des sols de la commune et de ses infrastructures peut être observée sur les différentes représentations cartographiques du territoire : la carte de Cassini (XVIIIe siècle), la carte d'état-major (1820-1866) et les cartes ou photos aériennes de l'IGN pour la période actuelle (1950 à aujourd'hui).

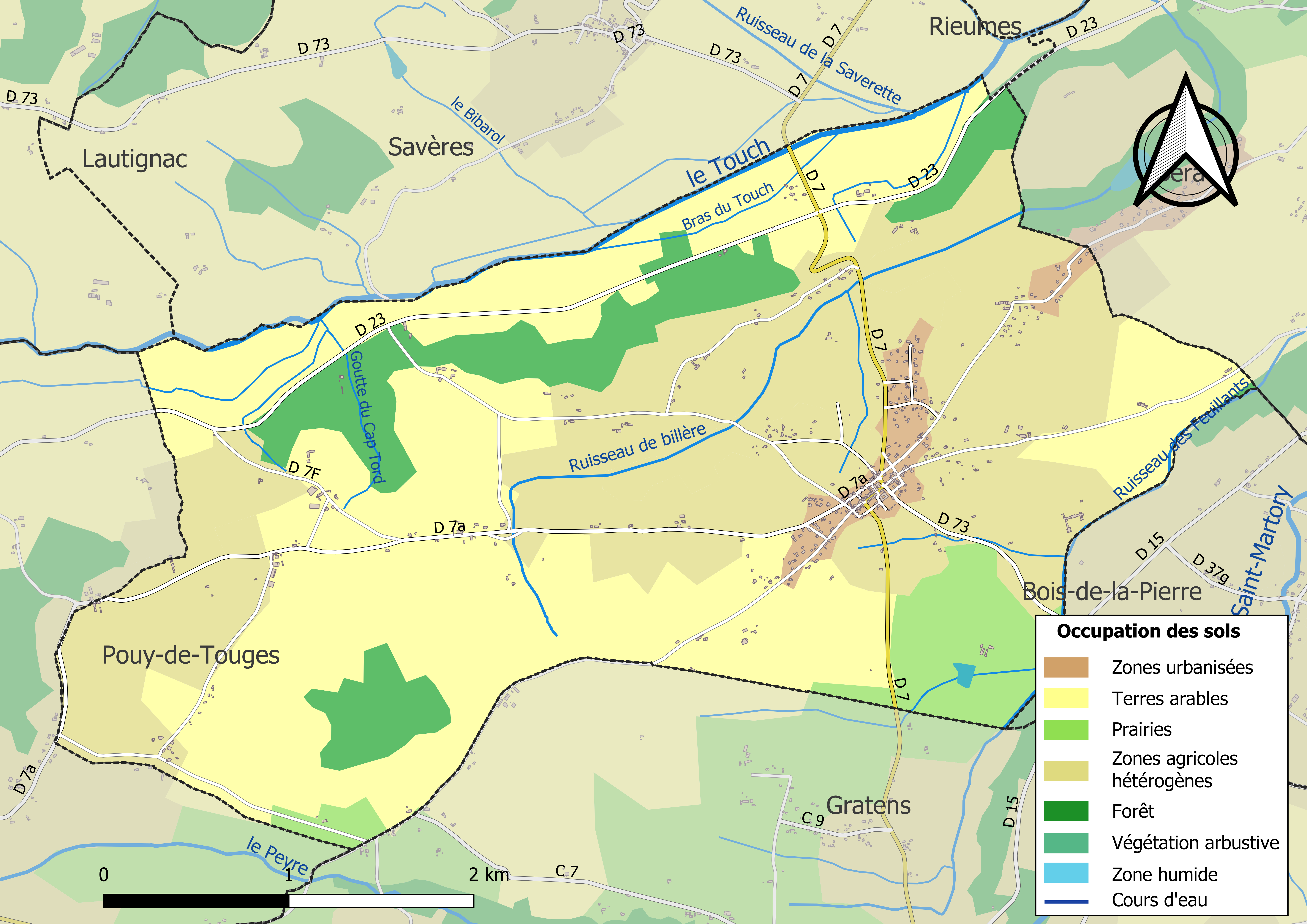
Carte des infrastructures et de l'occupation des sols de la commune en 2018 (CLC).

### Voies de communication et transports
La ligne 324 du réseau Arc-en-Ciel relie la commune à la gare de Muret, en correspondance avec la ligne D en direction de Toulouse-Matabiau.

### Risques majeurs
Le territoire de la commune de Labastide-Clermont est vulnérable à différents aléas naturels : météorologiques (tempête, orage, neige, grand froid, canicule ou sécheresse), inondations et séisme (sismicité faible). Un site publié par le BRGM permet d'évaluer simplement et rapidement les risques d'un bien localisé soit par son adresse soit par le numéro de sa parcelle.
Certaines parties du territoire communal sont susceptibles d’être affectées par le risque d’inondation par débordement de cours d'eau, notamment le Touch. La commune a été reconnue en état de catastrophe naturelle au titre des dommages causés par les inondations et coulées de boue survenues en 1982, 1998, 1999, 2000 et 2009,.

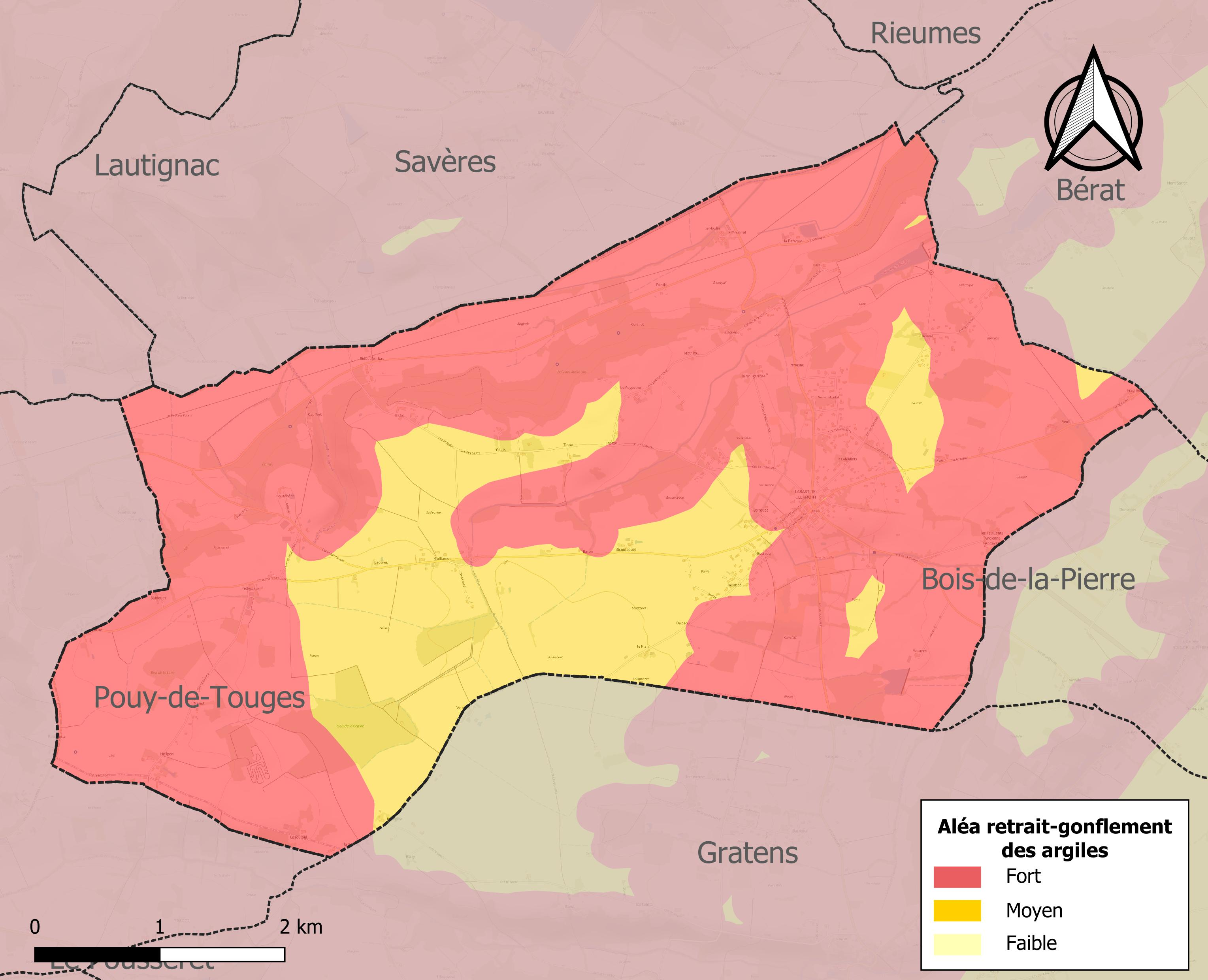
Carte des zones d'aléa retrait-gonflement des sols argileux de Labastide-Clermont.

Le retrait-gonflement des sols argileux est susceptible d'engendrer des dommages importants aux bâtiments en cas d’alternance de périodes de sécheresse et de pluie. La totalité de la commune est en aléa moyen ou fort (88,8 % au niveau départemental et 48,5 % au niveau national). Sur les 286 bâtiments dénombrés sur la commune en 2019, 286 sont en aléa moyen ou fort, soit 100 %, à comparer aux 98 % au niveau départemental et 54 % au niveau national. Une cartographie de l'exposition du territoire national au retrait gonflement des sols argileux est disponible sur le site du BRGM,.
Par ailleurs, afin de mieux appréhender le risque d’affaissement de terrain, l'inventaire national des cavités souterraines permet de localiser celles situées sur la commune.
Concernant les mouvements de terrains, la commune a été reconnue en état de catastrophe naturelle au titre des dommages causés par la sécheresse en 1989, 2003, 2011 et 2017 et par des mouvements de terrain en 1999.

## Histoire
Ancienne bastide et ancienne abbaye des Feuillants.
À partir du Moyen Âge jusqu'à sa disparition en 1790 pendant la Révolution française, Labastide-Clermont faisait partie du diocèse de Rieux.
Labastide-Clermont ou Bastide des Feuillants appartenait au comté de Comminges et à la châtellenie de Muret. Elle dépendait du parlement de Toulouse, de l'intendance d'Auch et du pays d'élection de Comminges.

## Politique et administration

### Administration municipale
Le nombre d'habitants au recensement de 2011 étant compris entre 500 et 1 499 habitants, le nombre de membres du conseil municipal pour l'élection de 2014 est de quinze,.

### Rattachements administratifs et électoraux
Commune faisant partie de la huitième circonscription de la Haute-Garonne de la communauté de communes Cœur de Garonne et du canton de Cazères (avant le redécoupage départemental de 2014, Labastide-Clermont faisait partie de l'ex-canton de Rieumes) et avant le 1er janvier 2017 elle faisait aussi partie de la communauté de communes du Savès.

### Liste des maires
| Période                                  | Période      | Identité                     | Étiquette | Qualité |
| ---------------------------------------- | ------------ | ---------------------------- | --------- | --- |
| Les données manquantes sont à compléter. |              |                              |           | |
| 1793                                     | 1794         | Antoine Darolles             |           | Officier public, membre du conseil général de la commune |
| 1793                                     | 1795         | Bertrand Despaignol          |           | Officier public, membre du conseil général de la commune |
| 1793                                     | 1798         | Bernard Cazeneuve            |           | Officier public, membre du conseil général de la commune puis agent municipal |
| 1794                                     | 1799         | Pierre Abadens               |           | Officier public, membre du conseil général de la commune puis agent municipal |
| 1795                                     | 1807         | Jean Pierre Peyssies         |           | Arpenteur, agent municipal puis maire |
| 1797                                     | 1798         | Guilhaume Espaignol          |           | Adjoint municipal |
| 1798                                     | 1800         | Jean Pierre Atoch            |           | Adjoint municipal |
| 1807                                     | [1815]       | M. Despaignol                |           | |
| [1815]                                   | 1825         | Henry D’Herisson             |           | Juge de Paix du canton de Rieumes |
| 1825                                     | 1825         | Joseph Ambroise Lavaur       |           | Notaire |
| 1826                                     | 1827         | Marc Delhom                  |           | Propriétaire |
| 1827                                     | 1831         | Jacques Carol                |           | |
| 1832                                     | 1836         | Joseph Ambroise Lavaur       |           | Notaire |
| 1836                                     | [1838]       | Jean Baptiste Casties        |           | |
| 1838                                     | 1839         | François Bertrand Peyssies   |           | |
| 1839                                     | 1847         | Jacques Alexis Peyssies      |           | Capitaine au 19e Régiment d’Infanterie Légère, chevalier de la Légion d’honneur |
| 1847                                     | 1870         | Joseph Géraud Auguste Delhom |           | |
| 1870                                     | 1871         | Louis Delhom                 |           | Président de la commission administrative communale puis maire |
| 1871                                     | 1876         | Joseph Géraud Auguste Delhom |           | |
| 1876                                     | 1881         | Marie Étienne Prosper Delhom |           | |
| 1881                                     | 1884         | Bertrand Tourné              |           | |
| 1883                                     | 1884         | Dominique Bonnemaison        |           | Adjoint, maire par intérim (le maire précédent étant démissionnaire) |
| 1884                                     | 1888         | Charles Delhom               |           | |
| 1888                                     | 1888         | Lucien Sabatté               |           | |
| 1888                                     | 1905         | Jean Paul Marie Delhom       |           | |
| 1905                                     | 1908         | Jean Laurent Pénent          |           | |
| 1908                                     | 1919         | Placide Pérès                |           | |
| 1919                                     | 1941         | Marius Dambielle             |           | Absent entre 1939 et 1941 Conseil municipal dissous par arrêté du secrétaire d’état à l’intérieur du régime de Vichy (10 août 1941) |
| 1941                                     | 1943         | Louis Pottier                |           | Président de la délégation spéciale |
| 1943                                     | 1959         | Louis Aureilhan              |           | Président de la délégation spéciale puis maire |
| 1959                                     | 1971         | Antoine Joseph Rivière       |           | |
| 1971                                     | 1985         | Maurice Aureilhan            |           | |
| 1985                                     | 2001         | Marcel Doméjean              |           | |
| mars 2001                                | janvier 2005 | Jean Séguy                   | PS        | Dissolution du conseil municipal par décret en janvier 2005 |
| mars 2005                                | En cours     | Pierre-Alain Dintilhac       | DVD       | Agriculteur Plus jeune maire de France lors de son élection en 2005 selon l’Association des maires de France, Vice-président de la CC Cœur de Garonne (2017 → ), Président du Syndicat Mixte Garonne Aussonnelle Louge Touch (SM GALT) (2014 → ), |

## Population et société

### Démographie
L'évolution du nombre d'habitants est connue à travers les recensements de la population effectués dans la commune depuis 1793. Pour les communes de moins de 10 000 habitants, une enquête de recensement portant sur toute la population est réalisée tous les cinq ans, les populations de référence des années intermédiaires étant quant à elles estimées par interpolation ou extrapolation. Pour la commune, le premier recensement exhaustif entrant dans le cadre du nouveau dispositif a été réalisé en 2005.

En 2022, la commune comptait 682 habitants, en évolution de +2,87 % par rapport à 2016 (Haute-Garonne : +8,02 %, France hors Mayotte : +2,11 %).
| 1793 | 1800 | 1806 | 1821 | 1831 | 1836 | 1841 | 1846 | 1851 |
| ---- | ---- | ---- | ---- | ---- | ---- | ---- | ---- | ---- |
| 643  | 640  | 673  | 755  | 804  | 745  | 725  | 751  | 781  |

| 1856 | 1861 | 1866 | 1872 | 1876 | 1881 | 1886 | 1891 | 1896 |
| ---- | ---- | ---- | ---- | ---- | ---- | ---- | ---- | ---- |
| 739  | 714  | 679  | 678  | 630  | 576  | 564  | 526  | 521  |

| 1901 | 1906 | 1911 | 1921 | 1926 | 1931 | 1936 | 1946 | 1954 |
| ---- | ---- | ---- | ---- | ---- | ---- | ---- | ---- | ---- |
| 488  | 477  | 487  | 437  | 411  | 380  | 350  | 326  | 299  |

| 1962 | 1968 | 1975 | 1982 | 1990 | 1999 | 2005 | 2006 | 2010 |
| ---- | ---- | ---- | ---- | ---- | ---- | ---- | ---- | ---- |
| 299  | 291  | 275  | 325  | 347  | 416  | 593  | 613  | 695  |

| 2015 | 2020 | 2022 | - | - | - | - | - | - |
| ---- | ---- | ---- | - | - | - | - | - | - |
| 668  | 680  | 682  | - | - | - | - | - | - |

| selon la population municipale des années : | 1968 | 1975 | 1982 | 1990 | 1999 | 2006 | 2009 | 2013 |
| Rang de la commune dans le département      | 186  | 245  | 244  | 238  | 223  | 205  | 202  | 204  |
| Nombre de communes du département           | 592  | 582  | 586  | 588  | 588  | 588  | 589  | 589  |

### Enseignement
Labastide-Clermont fait partie de l'académie de Toulouse.
La commune dispose d'une école maternelle et primaire.

### Culture
Bibliothèque et médiathèque municipale

### Activités sportives
Chasse, pétanque, randonnée pédestre,

### Écologie et recyclage
La collecte et le traitement des déchets des ménages et des déchets assimilés ainsi que la protection et la mise en valeur de l'environnement se font dans le cadre de la Communauté de communes du Savès.
Il existe une déchèterie située sur la commune de Rieumes (déchèterie du Savès).

## Économie

### Revenus
En 2018  (données Insee publiées en septembre 2021), la commune compte 256 ménages fiscaux, regroupant 632 personnes. La médiane du revenu disponible par unité de consommation est de 20 930 € (23 140 € dans le département).

### Emploi
|                | 2008  | 2013  | 2018  |
| -------------- | ----- | ----- | ----- |
| Commune        | 9,4 % | 8,6 % | 5,8 % |
| Département    | 7,7 % | 9,6 % | 9,3 % |
| France entière | 8,3 % | 10 %  | 10 %  |

En 2018, la population âgée de 15 à 64 ans s'élève à 443 personnes, parmi lesquelles on compte 75,8 % d'actifs (70 % ayant un emploi et 5,8 % de chômeurs) et 24,2 % d'inactifs,. En  2018, le taux de chômage communal (au sens du recensement) des 15-64 ans est inférieur à celui de la France et du département, alors qu'en 2008 la situation était inverse.
La commune fait partie de la couronne de l'aire d'attraction de Toulouse, du fait qu'au moins 15 % des actifs travaillent dans le pôle,. Elle compte 59 emplois en 2018, contre 64 en 2013 et 53 en 2008. Le nombre d'actifs ayant un emploi résidant dans la commune est de 316, soit un indicateur de concentration d'emploi de 18,7 % et un taux d'activité parmi les 15 ans ou plus de 60,7 %.
Sur ces 316 actifs de 15 ans ou plus ayant un emploi, 23 travaillent dans la commune, soit 7 % des habitants. Pour se rendre au travail, 93,1 % des habitants utilisent un véhicule personnel ou de fonction à quatre roues, 1,9 % les transports en commun, 2,4 % s'y rendent en deux-roues, à vélo ou à pied et 2,5 % n'ont pas besoin de transport (travail au domicile).

### Activités hors agriculture
39 établissements sont implantés  à Labastide-Clermont au 31 décembre 2019. Le tableau ci-dessous en détaille le nombre par secteur d'activité et compare les ratios avec ceux du département,.
| Secteur d'activité                                                                                        | Commune | Commune | Département |
| Secteur d'activité                                                                                        | Nombre  | %       | %           |
| --- | ------- | ------- | ----------- |
| Ensemble                                                                                                  | 39      |         |             |
| Industrie manufacturière, industries extractives et autres                                                | 4       | 10,3 %  | (5,7 %)     |
| Construction                                                                                              | 18      | 46,2 %  | (12 %)      |
| Commerce de gros et de détail, transports, hébergement et restauration                                    | 7       | 17,9 %  | (25,9 %)    |
| Activités immobilières                                                                                    | 1       | 2,6 %   | (4,2 %)     |
| Activités spécialisées, scientifiques et techniques et activités de services administratifs et de soutien | 3       | 7,7 %   | (19,8 %)    |
| Administration publique, enseignement, santé humaine et action sociale                                    | 4       | 10,3 %  | (16,6 %)    |
| Autres activités de services                                                                              | 2       | 5,1 %   | (7,9 %)     |

Le secteur de la construction est prépondérant sur la commune puisqu'il représente 46,2 % du nombre total d'établissements de la commune (18 sur les 39 entreprises implantées  à Labastide-Clermont), contre 12 % au niveau départemental.

### Agriculture
La commune est dans les « Coteaux du Gers », une petite région agricole occupant une partie nord-ouest du département de la Haute-Garonne, caractérisée par une succession de coteaux peu accidentés, les surfaces cultivées étant entièrement dévolues aux grandes cultures. En 2020, l'orientation technico-économique de l'agriculture  sur la commune est la polyculture et/ou le polyélevage.
|               | 1988  | 2000  | 2010  | 2020 |
| ------------- | ----- | ----- | ----- | ---- |
| Exploitations | 29    | 19    | 15    | 17   |
| SAU (ha)      | 1 289 | 1 214 | 1 142 | 769  |

Le nombre d'exploitations agricoles en activité et ayant leur siège dans la commune est passé de 29 lors du recensement agricole de 1988  à 19 en 2000 puis à 15 en 2010 et enfin à 17 en 2020, soit une baisse de 41 % en 32 ans. Le même mouvement est observé à l'échelle du département qui a perdu pendant cette période 57 % de ses exploitations,. La surface agricole utilisée sur la commune a également diminué, passant de 1 289 ha en 1988 à 769 ha en 2020. Parallèlement la surface agricole utilisée moyenne par exploitation a augmenté, passant de 44 à 45 ha.

## Culture locale et patrimoine

### Lieux et monuments
- Ancienne abbaye des Feuillants, aujourd'hui détruite.
- Église des Feuillants de Labastide-Clermont, dédiée à saint Loup.

### Personnalités liées à la commune
- Giancarlo Ciarapica[50] auteur, metteur en scène, comédien, directeur de la compagnie « Le Théâtre de la Tortue ».

## Pour approfondir